# Harry Edwin Wood
| (715) Transvaalia                 | 22 de abril de 1911 |
| (758) Mancunia                    | 18 de mayo de 1912  |
| (790) Pretoria                    | 16 de enero de 1912 |
| (982) Franklina                   | 21 de mayo de 1922  |
| (1032) Pafuri                     | 30 de mayo de 1924  |
| (1096) Reunerta                   | 21 de julio de 1928 |
| (1241) Dysona                     | 4 de marzo de 1932  |
| (1305) Pongola                    | 19 de julio de 1928 |
| (1595) Tanga(1)                   | 19 de junio de 1930 |
| (1663) van den Bos                | 4 de agosto de 1926 |
| (2193) Jackson                    | 18 de mayo de 1926  |
| (3300) McGlasson                  | 10 de julio de 1928 |
| (1) Descubierto con Cyril Jackson |                     |

Harry Edwin Wood (3 de febrero de 1881 – 27 de febrero de 1946) fue un astrónomo inglés.
Wood nació en Manchester, Inglaterra, donde se graduó de la Universidad de Mánchester en 1902 con honores en física, pasando a ganar un M.Sc. en 1905. 
En 1906 fue nombrado jefe adjunto del Observatorio Meteorológico Transvaal, que pronto adquirió telescopios y fue conocido como el Observatorio Union. Se desempeñó como director del observatorio desde 1928 hasta 1941, sucediendo a Robert Innes.
En 1909 se casó con Mary Ethel Greengrass, también graduada de física (1905) por la Universidad de Mánchester. No tuvieron hijos.
Sirvió como el presidente de la Sociedad Astronómica de Sudáfrica entre 1929 y 1930.
Wood descubrió 12 asteroides, y el asteroide (1660) Wood se nombró así en honor a él.